# Landkreis Donau-Ries
Landkreis Donau-Ries er den nordligste landkreis i Regierungsbezirk Schwaben i den tyske delstat Bayern. 

## Geografi
Landkreis Donau-Ries omfatter i nordvest landskabet Nördlinger Ries, en stor rund sænkning på omkring 22  km, der er opstået ved et  meteoritnedslag for omkring 14,8 millioner år siden.  Ries støder mod øst til Fränkische Alb. Floden Donau løber i den sydlige del af krisen fra vest mod øst. Her ligger administrationsbyen (Große Kreisstadt) Donauwörth, i hvis område de fra syd kommende floder Zusam og Schmutter og den fra nord kommende Wörnitz munder ud i Donau. Wörnitz løber gennem landkreisen fra nord til syd og optager ved Heroldingen (Stadt Harburg) den fra højre kommende biflod Eger. I den sydøstliged del af kreisområdet, ved Marxheim mundeer den fra syd kommende flod  Lech ud i  Donau.

### Nabokreise
Nabokreise er i nord Landkreis Ansbach og Landkreis Weißenburg-Gunzenhausen, i nordøst Landkreis Eichstätt, i øst  Landkreis Neuburg-Schrobenhausen, i syd landkreisene Aichach-Friedberg, Augsburg og Dillingen an der Donau og i vest  landkreisene Heidenheim og Ostalbkreis i delstaten Baden-Württemberg.

## Historie
Det nuværende Donau-Ries hørte før  1800 for den største del til fyrstedømme Oettingen og til byen Nördlingen. 1803 – 1806 kom området under  Bayern. 

## Byer og kommuner
Kreisen havde 133496  indbyggere pr.  2018-12-31

| Byer 1. Donauwörth, Große Kreisstadt (20080) 2. Harburg (Schwaben) (5535) 3. Monheim (5093) 4. Nördlingen, Große Kreisstadt (20379) 5. Oettingen i.Bay. (5142) 6. Rain (8836) 7. Wemding (5802) Købstæder (Markt) 1. Kaisheim (3824) 2. Wallerstein (3327) Kommunefrie områder (23,35 km²) 1. Brand (2,17 km²) 2. Dornstadt-Linkersbaindt (17,95 km²) 3. Esterholz (3,23 km²) Kommuner 1. Alerheim (1637) 2. Amerdingen (841) 3. Asbach-Bäumenheim (4691) 4. Auhausen (1006) 5. Buchdorf (1809) 6. Daiting (791) 7. Deiningen (1819) 8. Ederheim (1143) 9. Ehingen a.Ries (792) 10. Forheim (564) 11. Fremdingen (2068) 12. Fünfstetten (1321) 13. Genderkingen (1198) 14. Hainsfarth (1417) 15. Hohenaltheim (583) 16. Holzheim (1159) 17. Huisheim (1640) 18. Maihingen (1191) 19. Marktoffingen (1311) 20. Marxheim (2581) 21. Megesheim (817) 22. Mertingen (4020) 23. Mönchsdeggingen (1381) 24. Möttingen (2544) 25. Munningen (1733) 26. Münster (1176) 27. Niederschönenfeld (1475) 28. Oberndorf a.Lech (2565) 29. Otting (779) 30. Reimlingen (1306) 31. Rögling (653) 32. Tagmersheim (1088) 33. Tapfheim (3879) 34. Wechingen (1425) 35. Wolferstadt (1075)\|} Verwaltungsgemeinschafte 1. Monheim (Byen Monheim og Gemeinden Buchdorf, Daiting, Rögling og Tagmersheim) 2. Oettingen in Bayern (Byen Oettingen i.Bay., og Gemeinden Auhausen, Ehingen a.Ries, Hainsfarth, Megesheim og Munningen) 3. Rain (Byen Rain og Gemeinden Genderkingen, Holzheim, Münster og Niederschönenfeld) 4. Ries med administration i Nördlingen (Kommunerne Alerheim, Amerdingen, Deiningen, Ederheim, Forheim, Hohenaltheim, Mönchsdeggingen, Reimlingen og Wechingen) 5. Wallerstein (Markt Wallerstein og Gemeinden Maihingen og Marktoffingen) 6. Wemding (Byen Wemding og Gemeinden Fünfstetten, Huisheim, Otting og Wolferstadt) |